# Тенчинская, Катерина
Катерина (иногда Катажина, Екатерина) Тенчинская (1544—1592) — княгиня слуцкая, мать слуцких князей Юрия, Яна-Семёна и Александра Олельковичей.

## Биография
Родилась в Мире. Отец ― Станислав Габриэль Течинский, мать ― Анна Богуш, брат Ян Баптиста Течинский. Была католичкой, но хорошо знала православный обряд и почти до конца жизни активно покровительствовала православной церкви, к которой принадлежал первый муж. В 14 лет, в мае 1558 года, была выдана замуж за слуцкого князя Юрия II Юрьевича Олельковича с богатым приданым (деньгами и землями). Родила троих детей. В 34 года овдовела. Затем несколько лет, до совершеннолетия детей, распоряжалась наследством мужа. Во время военных действий под Псковом и Великими Луками посылала на войну сотни воинов. Вступила во второй брак с князем Криштофом Николаем Радзивиллом, которому родила ещё двух детей — Христофора (Кристофа) и Эльжбету (Изабеллу).

## В искусстве
- Портрет неизвестного художника 1580-х гг.
- М. С. Басалыга. Цветная литография «Слуцкая княгиня Екатерина Тенчинская Олелькович» (1988).